# Wichit Wichitwathakan

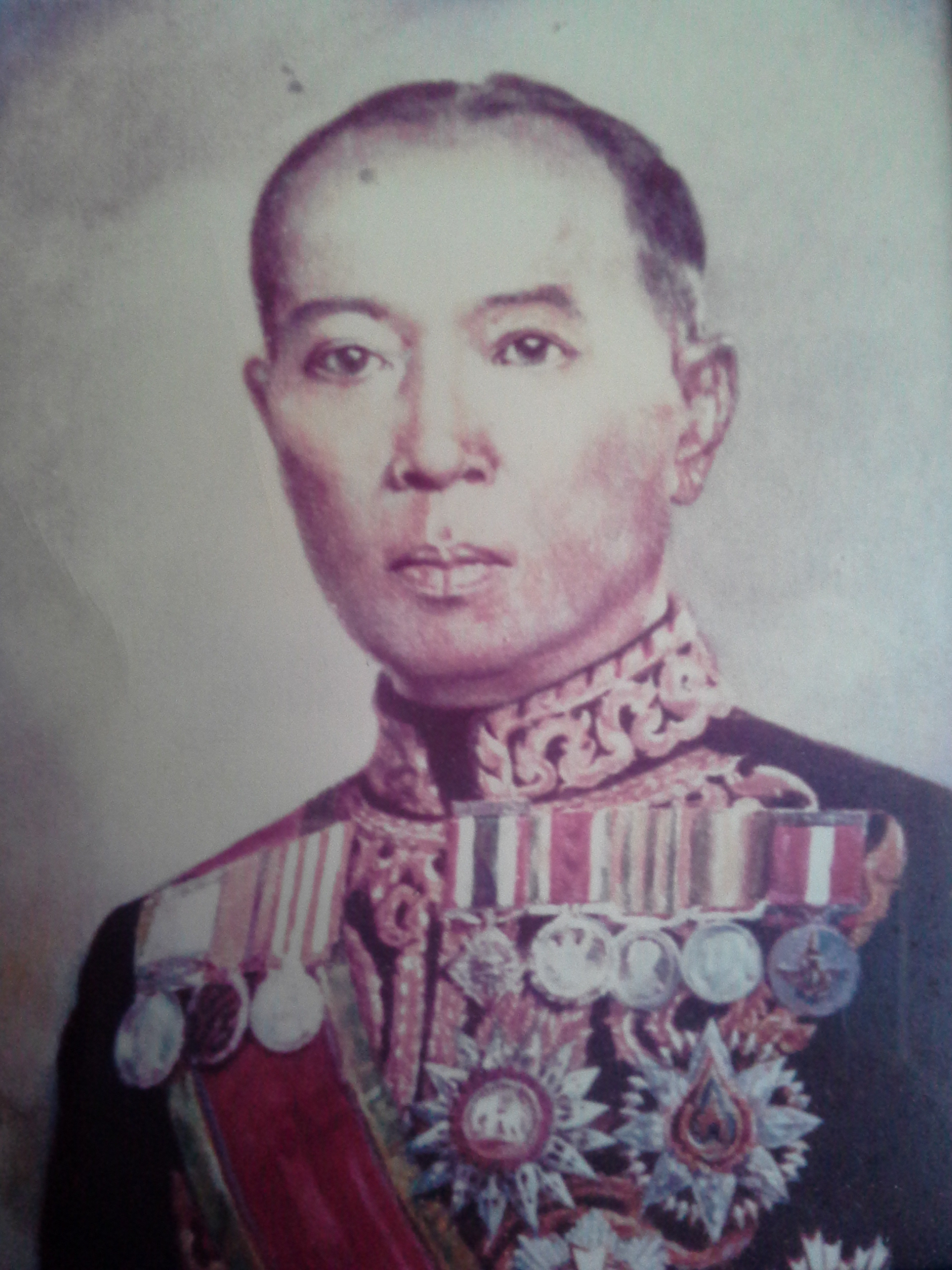
Wichit Wichitwathakan

Wichit Wichitwathakan (Thai: วิจิตร วิจิตรวาทการ, Aussprache: [wíʔt͡ɕìt wíʔt͡ɕìtwaːtʰáʔkaːn]; * 11. August 1898 als Kimliang Watthanaparuda; † 1962) war ein thailändischer Diplomat, Politiker und Schriftsteller. Er verfasste Sachbücher über Geschichte und Kulturentwicklung ebenso wie nationalistisch eingefärbte Dramen. Wichit war ein Vordenker des thailändischen Nationalismus und der Modernisierung des Landes. Außerdem war er der Chefideologe und -propagandist des Ministerpräsidenten Plaek Phibunsongkhram, der von 1938 bis 1944 autoritär herrschte. Wichit, der ein Anhänger des italienischen Faschismus war, entwickelte die ultranationalistische Ideologie des Phibun-Regimes.

## Leben
Kimliang wurde als Sohn eines Obstgärtners und Kleinhändlers in Uthai Thani geboren. Laut Aussage eines Cousins war er teilweise chinesischer Abstammung. Er wurde jedoch als Thai erzogen und die chinesische Herkunft prägte ihn nicht. Später, als Vertreter eines übersteigerten thailändischen Nationalismus und antichinesischen Rassismus, leugnete er seine chinesischen Wurzeln. Er behauptete, sein Geburtsname würde auf einen örtlichen Brauch unter ethnisch thailändischen Familien zurückgehen, ihren Kindern chinesische Namen zu geben. An der örtlichen Tempelschule erhielt er nur eine rudimentäre Ausbildung. 1910 ging er nach Bangkok, um seine Studien an der Mönchsschule des Wat Mahathat fortzusetzen. 1916 brachte er die landesweit beste Leistung in der Pali-Prüfung der 5. Stufe. Er brachte sich selbst Englisch und Französisch bei, obwohl den Tempelschülern verboten war, moderne Fremdsprachen zu lernen. Nach seiner Ordinierung als Novize lehrte er zwei Jahre lang an der Tempelschule.
Er verließ 1918 den Tempel und trat in den auswärtigen Dienst ein. Zunächst war er ein schlecht bezahlter Büroangestellter im Außenministerium. Parallel studierte er jedoch Jura und nach zwei Jahren bestand er ein Examen, das ihm den Zugang zum höheren Dienst erlaubte. Von 1921 bis 1927 war Kimliang Mitglied der siamesischen Gesandtschaft zunächst in Paris und dann in London. Berufsbegleitend studierte er auch in Frankreich Rechts- und Politikwissenschaft, wurde aber noch vor seinem Abschluss nach England versetzt. In Frankreich freundete er sich mit den beiden späteren Ministerpräsidenten Plaek Phibunsongkhram (damals noch Khittasangkha) und Pridi Phanomyong an. Er heiratete seine Französischlehrerin, Lucienne Laffitte, mit der er zwei Kinder hatte. Das Paar ließ sich 1933 scheiden und Laffitte kehrte mit den Kindern nach Europa zurück.
Kimliang bekam den feudalen Ehrentitel Luang Wichitwathakan verliehen, den er anschließend statt seines Geburtsnamens führte und unter dem er bekannt wurde. Er schloss sich der von Pridi, Phibun und anderen gegründeten „Volkspartei“ (khana ratsadon) an, die 1932 die absolute Monarchie stürzte. 1934 bis 1942 war er der Generaldirektor des Amts für bildende Künste. Daneben lehrte Wichit an den beiden führenden Universitäten Thailands, der Chulalongkorn- und der Thammasat-Universität, Geschichte und Rechtswissenschaft.
Mit der Abschaffung der feudalen Titel 1942 nahm er den bürgerlichen Vornamen Wichit an. Von Juni 1942 bis Oktober 1943 war er Außenminister in Phibuns Regierung. In dieser Funktion verlieh Adolf Hitler, Führer des nationalsozialistischen Deutschen Reichs, ihm das Großkreuz des Deutschen Adlerordens. Anschließend war er bis 1945 thailändischer Botschafter in Japan, dem wichtigsten Verbündeten seines Landes.
Nach Ende des Zweiten Weltkriegs wurde er – wie Phibun und weitere Regierungsmitglieder – verhaftet und als Kriegsverbrecher angeklagt, nach einigen Monaten aber freigesprochen. Er beteiligte sich 1947 an der Thammathipat-Partei, die für die Rückkehr Phibuns an die Macht eintrat. Als dieser nach einem Militärputsch erneut Regierungschef wurde, bedachte er Wichit aber zunächst mit keinem Regierungsposten, da er sich um die Unterstützung der Amerikaner bemühte und diese Wichit aufgrund seiner Rolle in Kriegszeiten noch als „Schurken“ ansahen. Von 1951 bis 1952 war er aber Wirtschafts- und Finanzminister. Zwischen 1952 und 1958 war Wichit wieder im auswärtigen Dienst tätig, als Botschafter in Indien, Österreich, der Schweiz und Jugoslawien.
Von 1958 bis zu seinem Tod 1962 war er Ratgeber des Ministerpräsidenten Sarit Thanarat. Für Sarit plante er dessen autoritäre „Revolution“ (pattiwat) und arbeitete einen Wirtschaftsentwicklungs-Plan aus. Er leitete verschiedene Ausschüsse des „Revolutionsrats“ und schrieb Sarits Reden. Selbst als er bereits wegen Herzproblemen, denen er schließlich erlag, im Krankenhaus behandelt wurde, arbeitete er weiter für Sarit. Wichit gilt als der Kopf hinter Sarits paternalistischem Führungsstil und dessen auf Entwicklung (kan phatthana), Ordnung und Anständigkeit (khwam riaproi) ausgerichtete Ideologie.

## Werk und Ideologie
Wichit war ein Bewunderer des Führers der italienischen Faschisten, Benito Mussolini. Als Chefideologe Phibuns nutzte Wichit das aufkommende Radio, die Verbreitung von Fotografien und Parolen, um die Massen zu mobilisieren. Er war der maßgebliche Kopf hinter Forderungen, die an Großbritannien und Frankreich verlorenen Gebiete aus der Kolonialherrschaft zu „befreien“. Die zerstreute „thailändische Völkerfamilie“ sollte aufgrund ihrer kulturellen Gemeinsamkeiten und „rassischen“ Verwandtschaft vereint werden. Der damalige britische Botschafter in Bangkok, Sir Josiah Crosby, bezeichnete ihn als „pocket Dr. Goebbels“ (übersetzt etwa „Dr. Goebbels im Taschenformat“).
Wichit war ein produktiver Bühnenautor. Er verfasste vor allem nationalistische Dramen, mit denen er Grundwissen über die thailändische Geschichte unter das Volk bringen wollte. In Lueat Suphan („Das Blut Suphanburis“, 1936) würdigte er den Opfermut und Heldengeist des einfachen Volks. Die Hauptheldin ist eine junge Frau, die ihre Landsleute zur letztendlich erfolgreichen Abwehr einer birmanischen Invasion bringt. Auch in anderen Stücken prägte Wichit das Bild der Birmanen als Erzfeinde der Thais. Teilweise veränderte Wichit historische Fakten, um sein nationalistisches Geschichtsbild zu transportieren. So kämpfte Königin Chiraprapha von Lan Na (heute Chiang Mai), die das historische Vorbild für seine Maha Thewi („Die große Königin“, 1938) ist, in Wirklichkeit sowohl gegen Birma als auch gegen Ayutthaya und für die Unabhängigkeit ihres eigenen Stadtstaats. Bei Wichit dagegen hilft sie bei der Einigung des großen Siamesischen Reichs. In Nanchao (1939) dagegen sind die Chinesen die Gegenspieler, die das historische Königreich Nanzhao, das bei Wichit von Thais bewohnt ist, überfallen. Dieses Stück ist vor dem Hintergrund der anti-chinesischen Politik zu sehen, die die thailändische Regierung, der Wichit angehörte, zu dessen Entstehungszeit betrieb. In Chaoying Saenwi („Die Prinzessin von Hsenwi“, 1938) betonte er die historische Solidarität von Thai und Shan, die ethnologisch miteinander verwandt sind.
In Anuphap Phokhun Ramkhamhaeng („Die Macht des Königs Ramkhamhaeng“, 1954) stellte er den König Ramkhamhaeng der Sukhothai-Periode als väterlichen Herrscher und als Idealbild eines thailändischen Landesherrn dar, der mit Barmherzigkeit für sein Volk sorgt und mit Entschlusskraft sein Land zu Größe und Wohlstand führt. Überhaupt überhöhte er die Sukhothai-Ära (13. bis 14. Jahrhundert) als Blütezeit von Zivilisation, Kultur, Kreativität und freiem Handel, an der sich das moderne Thailand wieder orientieren sollte. Er erklärte das mit der typisch thailändischen Freiheit, die in dieser Zeit geherrscht haben soll. Später sei diese unter indischem und kambodschanischem Einfluss der Despotie und der Sklavenhaltung gewichen und die thailändische Kultur verfremdet worden. Die Ayutthaya-Periode sei größtenteils eine verlorene Zeit gewesen. Die Könige Naresuan und Narai nahm er allerdings von diesem Urteil aus und heroisierte sie als starke Krieger-Könige, zum Beispiel in Phra Naresuan Prakat Itsaraphap („König Naresuan erklärt die Unabhängigkeit“, 1934).
In seinen Werken verknüpfte er Nationalismus mit einem kämpferischen Feminismus. In seinen Dramen kamen, wie in Lueat Suphan mehrfach Heldinnen vor, die in Befreiungskriegen zu den Waffen griffen und mit ihren Männern gemeinsam kämpften. In seinem Roman Huang Rak Haew Luk („Meer der Liebe, Abgrund des Todes“) von 1949 stehen einfache Frauen aus der Unterschicht im Mittelpunkt. Wichit schuf darin ein völlig neues, modernes, kämpferisches Bild der thailändischen Frau. In dem postum erschienenen Roman Sang Chiwit („Aufbau eines Lebens“) berichtete Wichit über den Kampf eines Bauernmädchens gegen die gesellschaftliche Ungerechtigkeit und thematisierte so Ausbeutung und die Kluft zwischen Stadt und Land.
Daneben moderierte er Radiosendungen und schrieb über Geschichte, Religion, Kultur und Persönlichkeitsentwicklung. Wichits Werk Prawattisat sakhon („Universalgeschichte“) von 1929 war der erste Sachbuch-Bestseller in Thailand. Insgesamt veröffentlichte er 49 Bücher über Geschichte, bedeutende Personen und Persönlichkeitsentwicklung, 24 Theaterstücke, 24 Bände seiner Vorlesungsskripte als Hochschullehrer, 84 Romane und Kurzgeschichten.

## Werke (Auswahl)

### Dramen
- Luk Ratthathammanun („Kinder der Verfassung“), 1934
- Phra Naresuan Prakat Itsaraphap („König Naresuan erklärt die Unabhängigkeit“), 1934
- Lueat Suphan („Das Blut Suphanburis“), 1936
- Prachao Krungthon („Der König von Thonburi“), 1937
- Chaoying Saenwi („Die Prinzessin von Hsenwi“), 1938
- Maha Thewi („Die große Königin“), 1938
- Nanchao, 1939
- Anuphap Phokhun Ramkhamhaeng („Die Macht des Königs Ramkhamhaeng“), 1954

### Romane
- Huang Rak Haew Luk („Meer der Liebe, Abgrund des Todes“), 1949
- Sang Chiwit („Aufbau eines Lebens“), 1971 (postum)

### Sachbücher
- Prawattisat sakhon („Universalgeschichte“), 12 Bände, 1929–31
- Mahaburut („Große Männer“), 1952